# Wierzchowiska Drugie (Mazovie)
Pour les articles homonymes, voir Wierzchowiska Drugie.
Wierzchowiska Drugie (prononciation : [vjɛʂxɔˈviska ˈdruɡʲɛ]) est un village polonais de la gmina de Sienno dans le powiat de Lipsko de la voïvodie de Mazovie dans le centre-est de la Pologne.
Le village possède approximativement une population de 119 habitants en 2009.

## Histoire
De 1975 à 1998, le village appartenait administrativement à la voïvodie de Radom.